# Хеджу
Хеджу — місто і порт в КНДР. Назва передається українською мовою кількома варіантами — Хечжу, Хеджу.
Розташований на південному заході країни на узбережжі Жовтого моря, є адміністративним центром провінції Хванхе-Намдо.
Населення 195 тис. жителів (дані 1987 року).

## Клімат
Місто знаходиться у зоні, котра характеризується вологим континентальним кліматом зі спекотним літом. Найтепліший місяць — серпень із середньою температурою 25 °C (77 °F). Найхолодніший місяць — січень, із середньою температурою -3.3 °С (26 °F).
| Клімат Хеджу            | Клімат Хеджу | Клімат Хеджу | Клімат Хеджу | Клімат Хеджу | Клімат Хеджу | Клімат Хеджу | Клімат Хеджу | Клімат Хеджу | Клімат Хеджу | Клімат Хеджу | Клімат Хеджу | Клімат Хеджу | Клімат Хеджу |
| Показник                | Січ.         | Лют.         | Бер.         | Квіт.        | Трав.        | Черв.        | Лип.         | Серп.        | Вер.         | Жовт.        | Лист.        | Груд.        | Рік          |
| Абсолютний максимум, °C | 11           | 13           | 18           | 26           | 30           | 31           | 33           | 38           | 33           | 27           | 20           | 13           | 38           |
| Середній максимум, °C   | 0            | 2            | 7            | 14           | 20           | 23           | 26           | 27           | 23           | 17           | 10           | 2            | 15           |
| Середня температура, °C | −3           | −1           | 4            | 10           | 16           | 20           | 23           | 25           | 20           | 13           | 6            | 0            | 11           |
| Середній мінімум, °C    | −6           | −5           | 0            | 6            | 12           | 17           | 21           | 21           | 16           | 10           | 2            | −3           | 7            |
| Абсолютний мінімум, °C  | −17          | −17          | −12          | −2           | 3            | 8            | 12           | 14           | 7            | 0            | −12          | −17          | −17          |
| Норма опадів, мм        | 10           | 20           | 30           | 100          | 80           | 110          | 470          | 300          | 140          | 40           | 40           | 10           | 1400         |
| ----------------------- | ------------ | ------------ | ------------ | ------------ | ------------ | ------------ | ------------ | ------------ | ------------ | ------------ | ------------ | ------------ | ------------ |
| Джерело: Weatherbase    |              |              |              |              |              |              |              |              |              |              |              |              |              |

## Культура
Відомі туристичні об єкти в цьому місті це Puyong Pavilion, пам ятник Haeju Dharani, the Haeju Sokbinggo а також кілька дерев які класифіковані як живі пам ятники. До визначних місць також належать Водоспади Suyangsan, the Sokdamgugok scenic area, Фортеця Suyangsan та Академія Sohyon.

## Економіка
Промисловість: цементна, хімічна, машинобудування, кольорова металургія. Також — промисел і переробка риби.

## Транспорт
У місті є аеропорт з 30 літними смугами, який використовується як для цивільних так і для військових цілей. Це місто є одним з найважливіших економічних та військових портів Північної Кореї. Через Haeju Line він під єдниний до Sariwŏn.

## Освіта
У місті розташовані Haeju University of Education, Haeju College of Art та Kim Je Won Haeju University of Agriculture.

## Відомі особистості
- Джонг Сонг-ок (* 1974), марафонець.
- Лі Синман, перший президент Південної Кореї.